# Gerard Willem Huygens
Gerard Willem Huygens (Rotterdam, 6 december 1912 – 's-Gravenhage, 5 september 2002) was een Nederlandse letterkundige.
Huygens was van 1944 tot 1978 leraar aan het Rotterdamsch Lyceum. In 1945 promoveerde hij aan de Leidse universiteit op een sociologisch-litteraire studie over de ontwikkeling van het letterkundig leven in Nederland sedert de 18e eeuw getiteld "De Nederlandse auteur en zijn publiek". Hij was een groot bewonderaar van Multatuli en andere 19e-eeuwse literatoren. Hij bezorgde diverse heruitgaven van Multatuli, Hendrik Tollens, Betje Wolff en anderen en voorzag die uitgaven van een inleiding. Hij schreef teksten over de Nederlandse literatuur voor de Moderne encyclopedie der wereldliteratuur en de Encyclopaedia Britannica. Hij was mede-oprichter en jarenlang voorzitter van de Rotterdamse afdeling van het Humanistisch Verbond. In die rol verzorgde hij voor de VARA in de jaren 1946-1956 lezingen in de radiorubriek ‘Geestelijk leven’. In de periode 1953 tot 1970 was hij als medewerker verbonden aan de NRC. Ook schreef hij voor het Algemeen Dagblad (toneelkritieken). Hij was lid van de Maatschappij der Nederlandse Letterkunde. Ook was hij als docent "literatuurgeschiedenis van 1780 tot 1940" verbonden aan de M.O.-B-opleiding van de Rotterdamse Nutsacademie. Hij vervulde tal van bestuurlijke functies in de Nederlandse literaire wereld, zoals het Tollensfonds en het Multatuli Genootschap.
Huygens was ridder in de Orde van Oranje-Nassau.